# Jenő Sövényházi-Hediczky
Jenő Sövényházi-Hediczky, madžarski feldmaršal, * 1892, † 1968.